# Hatsukaze
L'Hatsukaze (初風? lett. "Primo vento dell'anno") è stato un cacciatorpediniere della Marina imperiale giapponese, quinta unità della classe Kagero. Fu varato nel gennaio 1939 dal cantiere navale Kawasaki di Kōbe.
Appartenente alla 16ª Divisione, fu presente a una decina circa di operazioni anfibie nelle Filippine meridionali e nelle Indie orientali olandesi, avendo anche modo di partecipare alla battaglia del Mare di Giava (27 febbraio 1942). Dopo la facile occupazione dell'Isola di Natale a marzo, rientrò in Giappone e fu schierato per la battaglia delle Midway, ma non fu coinvolto direttamente. Nel corso della campagna di Guadalcanal rimase quasi sempre a difesa delle portaerei e, pertanto, ebbe ruoli minori. L'unica sua partecipazione a un viaggio del Tokyo Express (gennaio 1943) si risolse con danni gravi causati da un siluro, tanto che rimase in cantiere sino a metà agosto: fu da allora di stanza a Truk. Tra la fine di ottobre e l'inizio di novembre recò equipaggi aeronautici alla piazzaforte di Rabaul e fu aggregato alla controffensiva navale su Bougainville, dove era appena sbarcata una divisione marine. Nel corso della battaglia della baia dell'imperatrice Augusta fu speronato malamente dall'incrociatore pesante Myoko, perse la prua e nelle prime ore del 2 novembre fu colato a picco a cannonate da cacciatorpediniere statunitensi.

## Servizio operativo

### Costruzione
Il cacciatorpediniere Hatsukaze fu ordinato nell'anno fiscale edito dal governo giapponese nel 1937. La sua chiglia fu impostata nel cantiere navale appartenente alla Kawasaki presso Kōbe il 3 dicembre 1937 e il varo avvenne il 24 gennaio 1939; fu completato il 15 febbraio 1940. La nave formò con i gemelli Tokitsukaze, Amatsukaze e Yukikaze la 16ª Divisione cacciatorpediniere, posta alle dipendenze della 2ª Squadriglia della 2ª Flotta.

### 1941-1942
Passato al comando del capitano di fregata Kameshirō Takahashi, il 26 novembre 1941 l'Hatsukaze partì con la divisione d'appartenenza e il resto della squadriglia dallo Stretto di Terashima per arrivare, il 1º dicembre, alle isole Palau, uno dei punti di partenza per le imminenti operazioni militari contro gli occidentali. Il 6, infatti, l'Hatsukaze e la 16ª Divisione salparono inquadrati nella squadra incaricata di occupare le Filippine meridionali; fino al 20 dicembre rimase comunque a fianco della portaerei Ryujo, i cui velivoli bombardarono Davao e altre località. Successivamente l'Hatsukaze appoggiò gli sbarchi a Davao (20 dicembre) per poi confluire nella formazione navale operante a est del Borneo; vigilò quindi sugli sbarchi a Manado (11 gennaio 1942), a Kendari (14 gennaio), ad Ambon (31 gennaio) e infine a Timor il 20 febbraio. Da qui si aggregò al convoglio d'invasione orientale per l'isola di Giava e, il 27 febbraio, partecipò brevemente alla battaglia del Mare di Giava: lanciò numerosi siluri ma non colpì alcun bersaglio. L'isola fu infine conquistata il 9 marzo e, sino alla fine del mese, rimase nelle acque locali impegnato in pattugliamenti antisommergibile. Soltanto il 31 marzo tornò in azione come parte della composita squadra radunata per occupare l'Isola di Natale, operazione che si concluse con un facile successo. Già il 3 aprile poteva fare tappa a Makassar, dove si attardò per circa tre settimane in operazione di routine; salpò il 25 alla volta di Kure, ove si ormeggiò il 3 maggio per un ciclo di manutenzione. Il 21 maggio l'Hatsukaze e tutte le altre navi del reparto salparono alla volta di Saipan, dove assunsero la difesa del convoglio d'invasione per l'atollo di Midway; la grande operazione, comunque, si concluse con una decisa sconfitta giapponese e l'Hatsukaze rientrò in Giappone con i gregari. Il 14 luglio la 16ª Divisione passò alle dipendenze della 10ª Squadriglia, a sua volta sotto il controllo della 3ª Flotta (la nuova squadra di portaerei da battaglia, sempre al comando del viceammiraglio Chūichi Nagumo). Subito ebbero inizio le complesse esercitazioni congiunte nelle acque metropolitane.
Il 16 agosto la 3ª Flotta salpò urgentemente verso la base atollina di Truk in ottemperanza a una prima, affrettata controffensiva giapponese su Guadalcanal, dove erano sbarcate forze statunitensi una decina di giorni prima. L'Hatsukaze rimase vicino alle grandi portaerei Shokaku e Zuikaku nel corso della battaglia delle Salomone Orientali (23-25 agosto) contribuendo agli sbarramenti contraerei. Durante settembre e ottobre, mentre la campagna evolveva in una pesante lotta d'usura, l'Hatsukaze difese le sortite della flotta da battaglia da Truk, tutte conclusesi senza aver agganciato l'avversario eccetto che per l'uscita in forze del 24 ottobre, in concomitanza con una offensiva terrestre sull'isola. La battaglia delle isole Santa Cruz (25-26 ottobre) fu un'altra battaglia in pratica tra sole portaerei, vinta a caro prezzo dai giapponesi che dovettero rimandare in patria le danneggiate portaerei Shokaku e Zuiho: l'Hatsukaze si occupò di proteggerle nel corso del viaggio sino a Truk, raggiunta il 28. Ripartì il 4 novembre a difesa della sola Zuikaku e le unità giunsero una settimana dopo a Kure. Qui l'Hatsukaze fu assegnato a ulteriori esercitazioni di flotta  nel Mare interno di Seto con il resto dei suoi gregari. Il 28 dicembre il comando passò al capitano di fregata Yasumasa Watanabe prima che il cacciatorpediniere, assieme al Tokitsukaze e all'Akizuki, salpasse da Yokosuka di scorta alla Zuikaku.

### 1943 e l'affondamento

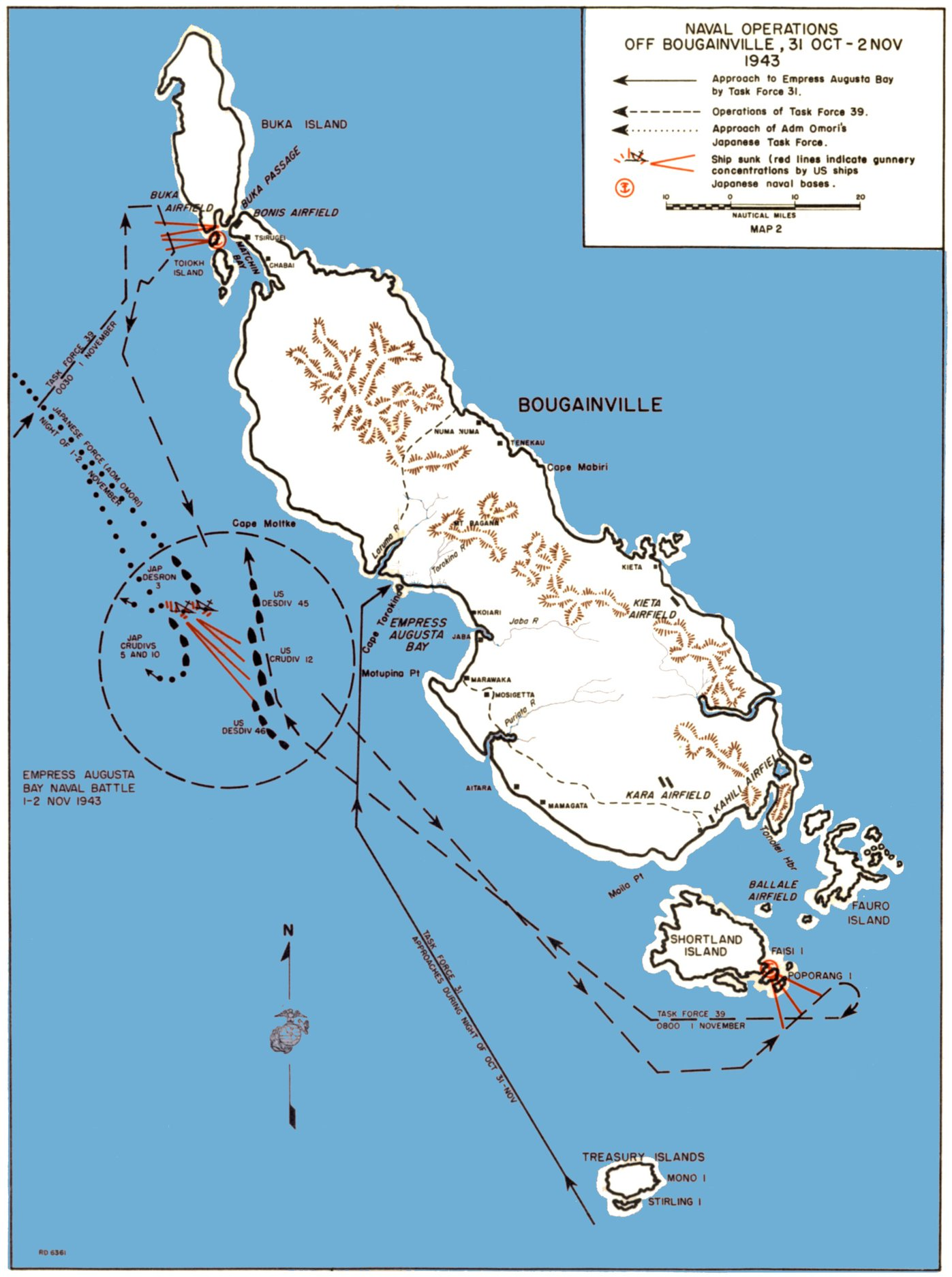
L'azione anfibia statunitense a Bougainville e la battaglia del 1º-2 novembre 1943, durante la quale lHatsukaze fu affondato

La formazione arrivò a Truk il 4 gennaio 1943 e l'Hatsukaze proseguì sino alle isole Shortland, base avanzata per le operazioni a Guadalcanal dove arrivò il 9. Il giorno dopo difese una missione di trasporto rifornimenti a Guadalcanal; combatté contro alcune motosiluranti e contribuì alla distruzione della PT-43 e della PT-112. Fu, però, centrato a sua volta da un siluro (forse appartenente alla PT-112) che causò estese devastazioni. Capace di sviluppare al massimo 18 nodi, l'Hatsukaze riuscì comunque a trascinarsi lontano dal raggio d'azione della Cactus Air Force e rimase per un certo periodo nelle isole Shortland. Si spostò quindi a Truk a inizio febbraio, dove fu sottoposto a riparazioni provvisorie per circa due mesi. L'8 aprile poté finalmente partire con i propri mezzi e, di scorta all'incrociatore leggero Kashima, fece rotta su Kure: arrivò in porto il 14 aprile e fu presto oggetto di un esteso raddobbo. Durante i lavori la contraerea fu potenziata scambiando gli impianti binati di cannoni Type 96 da 25 mm con due installazioni triple e, anche, mediante l'aggiunta di una coppia di Type 96 davanti alla torre di comando, su una piattaforma appositamente costruita. Fu infine aggiunto un radar Type 22 per bersagli navali, posto su una piccola piattaforma ancorata all'albero tripode prodiero, che fu rinforzato; attorno alla base fu assemblata una piccola camera per gli operatori.
Passato al comando del capitano di fregata Buichi Ashida il 1º luglio, l'Hatsukaze rimesso a nuovo si unì all'Amatsukaze per scortare la nave da battaglia Yamato sino a Truk, che fu raggiunta il 23 agosto, nel quadro di un vasto ridispiegamento della Flotta Combinata deciso dall'ammiraglio Mineichi Kōga. Il 18 settembre l'Hatsukaze seguì il resto della flotta verso l'atollo di Eniwetok in risposta a diverse incursioni aeronavali della Quinta Flotta statunitense; tuttavia i giapponesi non arrivarono in tempo e il 25 erano di nuovo a Truk. Il 5 ottobre l'Hatsukaze uscì dalla rada e prestò soccorso a una petroliera silurata, quindi il 16 ottobre partecipò a una seconda sortita in forze della Flotta Combinata a Eniwetok: questa volta le portaerei statunitensi non si fecero vedere e le unità giapponesi rientrarono a Truk il 28. Due giorni dopo caricò a bordo equipaggi dell'arma aerea e il 1º novembre gettò le ancore alla base di Rabaul, stesso giorno nel quale la 3rd Marine Division era sbarcata al centro della costa occidentale di Bougainville. Nella rada si trovava anche la 5ª Divisione incrociatori (Myoko, Haguro) del contrammiraglio Sentarō Ōmori, arrivato una settimana prima a difesa di un convoglio. Il comandante dell'8ª Flotta, viceammiraglio Tomoshige Samejima, ebbe ordine di radunare quante navi era presenti a Rabaul, organizzare un controsbarco e distruggere la flotta statunitense a copertura dell'azione anfibia. L'Hatsukaze fu subito integrato nella formazione composita affidata a Ōmori e si dispose sulla colonna di destra, al seguito dell'ammiraglia di squadriglia Agano. Le opposte squadre navali si affrontarono in una confusa e violenta battaglia notturna, durante la quale i giapponesi furono svantaggiati per le poche informazioni sull'avversario, le complesse manovre di Ōmori e il tiro radarguidato dei pezzi statunitensi; il caos era tale che il Myoko e lo Haguro finirono per tagliare la strada all'Agano e ai cacciatorpediniere che lo seguivano. Alle 01:07 del 2 novembre la nave ammiraglia Myoko tagliò letteralmente la prua dell'Hatsukaze e l'urto fu tale che Ōmori pensò che il cacciatorpediniere fosse affondato. In realtà l'Hatsukaze rimase a galla e il capitano Ashida dette ordine di procedere indietro tutta dapprima verso ovest e poi nord, per allontanarsi dal luogo della battaglia. Potendo però fare neppure 10 nodi, poco dopo le 03:00 fu raggiunto da alcuni cacciatorpediniere statunitensi; Ashida e l'equipaggio combatterono con le torrette di poppa (i tubi lanciasiluri non funzionavano più) sino a quando l'Hatsukaze non fu ridotto a un relitto. Alle 03:35 un magazzino di munizioni causò una grossa esplosione che scagliò in aria una delle torrette e squarciò lo scafo: l'Hatsukaze affondò poco a ovest di Bougainville (6°01′S 153°58′E) senza lasciare un solo superstite. Il professore di storia Paul Dull, invece, sostiene che nove marinai nipponici furono tratti in salvo dalle navi americane.
Il 3 gennaio 1944 l'Hatsukaze fu rimosso dalla lista del naviglio in servizio.